# 松江镇站
松江镇站（： Song-gangjin-yeog）位于中华人民共和国吉林省延边朝鲜族自治州安图县松江镇，是白和铁路上的火车站，建于2008年，由沈阳铁路局管辖。

## 歷史
- 建于2008年。

## 外部連結
- 中国铁路客户服务中心 （页面存档备份，存于）